# Dhalinyaro
Dhalinyaro (Juventud), es una película dramática yibutiana de 2018 dirigida por Lula Ali Ismaïl, con la que se convirtió en la primera directora de cine de Yibuti. Fue coproducida por la propia directora junto con Alexandra Ramniceanu, Jean-Frédéric Samie y Gilles Sandoz para Samawada Films. Está protagonizada por Amina Mohamed Ali, Tousmo Mouhoumed Mohamed y Bilan Samir Moubus. Es el primer largometraje en la historia del cine de Yibuti y se estrenó en julio de 2017.

## Sinopsis
La película sigue a tres mujeres jóvenes de diferentes orígenes socioeconómicos.

## Elenco
- Amina Mohamed Ali como Deka
- Tousmo Mouhoumed Mohamed como Asma
- Bilan Samir Moubus como Hibo

## Producción
Fue apoyada por la Organisation internationale de la Francophonie y coproducida en Canadá, Somalia, Francia y Yibuti, donde se filmó íntegramente. Recibió elogios de la crítica y ganó varios premios en festivales de cine internacionales.